# 布朗斯克里克鎮區 (朱厄爾縣)
布朗斯克里克鎮區（英語：Browns Creek Township）為位在美國堪薩斯州朱厄爾縣的鎮區。2010年美国人口普查中該鎮區人口有50人。

## 地理
布朗斯克里克鎮區涵蓋面積93.3平方（36.0平方英里），其中0.02平方公里或0.02%為水域。

### 鄰近鎮區
- 朱厄爾縣
  - 卡爾文鎮區（北）
  - 布法羅鎮區（東北）
  - 普雷里鎮區（東）
  - 鎮區（西）
  - 愛奧尼亞鎮區（西北）

- 米切爾縣
  - 所羅門拉皮茲鎮區（南）
  - 格倫埃爾德鎮區（西南）

### 墓園
此鎮區擁有2座墓園：費爾維尤墓園（Fairview Cemetery）以及尤寧墓園（Union Cemetery）。

### 主要公路
- 14號堪薩斯州州道（英语：K-14 (Kansas highway)）

## 外部連結
- U.S. Board on Geographic Names (GNIS) （页面存档备份，存于）
- United States Census Bureau cartographic boundary files
- US-Counties.com
- City-Data.com （页面存档备份，存于）